# Zierenberg
Zierenberg – miasto w Niemczech, w kraju związkowym Hesja, w rejencji Kassel, w powiecie Kassel.

## Współpraca
Miejscowości partnerskie:
- Damvillers, Francja
- Gattatico, Włochy
- Ichtershausen, Turyngia